# Cleomenes dihammaphoroides
Cleomenes dihammaphoroides là một loài bọ cánh cứng trong họ Cerambycidae.